# Berengar Raimund I. (Barcelona)

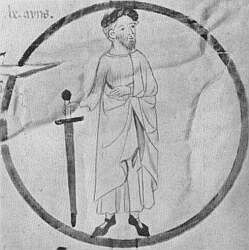
Berengar Raimund I (Rotlle genealògic del Monestir de Poblet, 1400).

Berengar Raimund I., der Bucklige (* um 1005; † 26. Mai 1035) (Katalanisch: Berenguer Ramon, el Corbat); war ab 1017 bis zu seinem Tod der Graf von Barcelona, Girona und von Osona.

## Leben und Werk
Er war der Sohn von Raimund Borrells von Barcelona und dessen Frau Ermesinde von Carcassonne.
Er akzeptierte die Suzeränität von Sancho dem Großen von Navarra.
Berengar Raimund als historische Figur ist rätselhaft, eingehüllt in unverständliche Widersprüche und in Mehrdeutigkeiten. Zuerst war er ein Mann des Friedens und ordnete während seiner Herrschaft Frieden an. Er beschwichtigte außerdem seine Nachbarn und den Grafen von Urgell, Ermengol II.
Er stellte wieder freundliche Beziehungen mit Hugo I., Graf von Ampurias, her und pflegte sie mit Wilhelm I. von Besalú sowie Wilfried II., Graf von Cerdanya. Er war ein Sohn der Kirche, der Beziehungen mit dem Papst pflegte und 1032 nach Rom pilgerte. Bei vielen Gelegenheiten reiste er nach Saragossa und nach Navarra, um mit Sancho III., König  von Navarra, ihre gegenseitigen Positionen gegen die Grafen von Toulouse zu diskutieren. Seine Vertrauten und Ratsmitglieder waren der Abt Oliva, der Richter Ponç Bofill, Gombau de Besora und die Bischöfe Pedro von Girona und Deudado von Barcelona. 1025 ordnete er an, dass die Miteigentümer von Erblehen frei von der Besteuerung zu sein hätten.
Andererseits kennzeichnet die Regierung Berengar Raimunds I. den Anfang der abnehmenden Macht in Katalonien. Zum Zeitpunkt des Todes seines Vaters im Jahre 1017, war Berengar Raimund noch minderjährig, und seine Mutter Ermesinde übernahm bis 1023 die Regentschaft für ihn. Aber selbst als er seine Volljährigkeit erlangt hatte, wollte seine Mutter die Regentschaft nicht abtreten und herrschte mit ihm. Nach Ansicht einiger Chronisten ließ Berengar Raimunds Charakter einiges zu wünschen übrig; er wird als schwach und unentschlossen beschrieben.
Außerdem war seine Politik des Friedens mit den Mauren für den Adel ein Stein des Anstoßes, der den Krieg mit dem Islam als Mittel zum Erreichen von Ruhm, Reichtum und vielleicht Seelenheil ansah. Das führte dazu, dass einige Adlige außerhalb der Wünsche des Grafen agierten.
Ermesinde war im Gegensatz zu ihrem Sohn energisch und entschlussfreudig.
Aber als Frau war ihre ausgeübte Kontrolle über das Militär stark behindert und die Organisation eines Angriffs, um die Aristokratie zufriedenzustellen, ging gegen Null.
Die Schwächung der gräflichen Autorität wurde kurz vor dem Tod Berengar Raimunds I. 1035 sehr offensichtlich. Er verteilte seine Besitzungen unter seinen Söhnen. Raimund Berengar I. erhielt die Grafschaften Girona und Barcelona bis zu Llobregat, Sancho das Grenzland vom Llobregat zu den maurischen Ländern, die Grafschaft von Grafschaft Penedés mit der Hauptstadt in Olérdola. Wilhelm erhielt die Grafschaft Ausona.

## Ehen und Nachkommen
1021 heiratete Berengar Raimund I. Sancha Sánchez (Tochter von Sancho García, Graf von Kastilien (Haus Kastilien)), mit der er zwei Söhne hatte:
- Raimund Berengar I., sein Nachfolger als Graf von Barcelona
- Sancho

1027 heiratete er in zweiter Ehe Gisela von Lluca, mit der er einen Sohn und eine Tochter hatte:
- Wilhelm, sein Nachfolger als Graf von Ausona
- Sibylla von Barcelona, die Heinrich von Burgund heiratete und folglich eine Vorfahrin der Könige von Portugal ist.